# Бадилья, Габриэль
Габриэль Бадилья Сегура (исп. Gabriel Badilla Segura; 30 июня 1984, Сан-Хосе — 20 ноября 2016) — коста-риканский футболист, защитник.

## Клубная карьера
Воспитанник «Саприссы». С 2000 года выступал в её составе. В 2008—2009 годах играл в MLS за «Нью-Инглэнд Революшн». В 2010 году вернулся в «Саприссу».

## Международная карьера
За сборную Коста-Рики Габриэль Бадилья дебютировал в 2005 году. В 2006 году вошёл в заявку команды на чемпионат мира. В Германии защитник провёл одну игру против сборной Польши, в которой отметился жёлтой карточкой.
Единственный мяч за сборную Бадилья провёл в 2007 году в товарищеском матче против сборной Чили.

## Достижения
- Чемпион Коста-Рики (5): 2003/04, 2005/06, 2006/07, 2007/08 Апертура, 2007/08 Клаусура
- Бронзовый призёр клубного чемпионата мира (1): 2005
- Победитель Лиги чемпионов КОНКАКАФ (1): 2005
- Клубного кубка UNCAF (1): 2003.

## Смерть
20 ноября 2016 года участвовал в забеге на 10 километров в рамках турнира Lindora Run. Футболисту стало плохо за 200 метров до финиша, после чего он упал в обморок. Ему была оказана первая медицинская помощь, после чего на место прибыла бригада скорой помощи, однако реанимационные действия не дали результата.